# Parafia Matki Bożej Królowej Polski w Przelewicach
Parafia pod wezwaniem Matki Bożej Królowej Polski w Przelewicach – parafia rzymskokatolicka należąca do dekanatu Barlinek, archidiecezji szczecińsko-kamieńskiej, metropolii szczecińsko-kamieńskiej. Prowadzą ją księża diecezjalni. Siedziba parafii mieści się w Przelewicach,

## Miejsca kultu

### Kościół parafialny
Kościół pw. Matki Bożej Królowej Polski w Przelewicach

### Kościoły filialne i kaplice
- Kościół pw. św. Teresy od Dzieciątka Jezus w Klukach[1]
- Kościół pw. Matki Bożej Częstochowskiej w Kosinie[1]
- Kaplica pw. Matki Bożej Różańcowej w Ślazowie[1]